# Germainia thorelii
Germainia thorelii är en gräsart som beskrevs av Aimée Antoinette Camus. Germainia thorelii ingår i släktet Germainia och familjen gräs.
Artens utbredningsområde är Laos. Inga underarter finns listade i Catalogue of Life.